# Deportes Tolima
Corporación Club Deportes Tolima – kolumbijski klub piłkarski z siedzibą w mieście Ibagué. Klub założony został 18 grudnia 1954 i rozgrywa domowe mecze na stadionie Estadio Manuel Murillo Toro mogącym pomieścić 31 000 widzów.

## Osiągnięcia

### Krajowe
- Categoría Primera A

| zwycięstwo (2):     | 2003 (F), 2018 (A)                             |
| drugie miejsce (6): | 1957, 1981, 1982, 2006 (F), 2010 (F), 2016 (F) |

- Copa Colombia

| zwycięstwo (1):     | 2014 |
| drugie miejsce (0): | –    |

## Historia

### Założenie klubu
Tolima założona została przez Manuela Rubio Cháveza w roku 1954, gdy przekazał Juanowi Barbieri (Argentyńczyk żyjący w Ibagué w Kolumbii) sumę 5000 kolumbijskich peso, by wynajął piłkarzy w swym ojczystym kraju – Argentynie. Barbieri wrócił do Kolumbii z takimi graczami, jak Jorge Ariel Gandulfo, Oscar Enrique Ferrari, José Oscar Jamardo, Enrique Laino i Carlos Robelle. Mając takich graczy Deportes Tolima wystąpił po raz pierwszy w kolumbijskiej lidze w roku 1955, używając strojów podobnych do strojów narodowej reprezentacji Argentyny. W 10 zespołowej lidze klub zajął 7. miejsce.

### Początek lat 80.
W późnych latach 70. i na początku 80. Tolima miała, według wielu ludzi, najlepszy zespół w historii klubu. Senatorowi Gabrielowi Camargo Salamance zaproponowano udziały w klubie i on zgodził się, co uczyniło go największym udziałowcem klubu. Ściągnął do Tolimy takich graczy jak Victor Hugo del Rio, Francisco Maturana, Cristiano Centurion, Oscar Hector Quintabani, Gustavo Mendoza, Hugo Gallego, Osvaldo Redondo, Heberto Carrillo, Aparezido Dozinette de Oliveira znany jako „Sapuka”, Arnoldo Iguaran, Oscar Lopez, Tito Ramon Correa, oraz Janio Cabezas. Z takim zespołem Tolima zajęła drugie miejsce w sezonach 1981 i 1982. Klub w roku 1982 zadebiutował w Copa Libertadores docierając aż do półfinału. Drugi występ w 1983 był znacznie mniej udany.

### Mistrzostwo w 2003
Tolima w drugiej połowie roku 2003 miała bardzo interesującą grupę graczy, wśród nich Ricardo Ciciliano, Henry Zambrano, Rogerio Pereira, Yulian Anchico, Oscar Briceno, John Charria, Jorge Artigas, oraz Diego Gomez. W półfinale Tolima zmierzyła się z  Atlético Nacional,  Atlético Junior oraz  Independiente Medellin. Wszyscy typowali na zwycięzcę tej miniligi drużynę z Barranquilla, jednak Tolima pokonała 2:0  Atlético Nacional w Ibagué, podczas gdy  Atlético Junior przegrał w Medellín z  Independiente Medellin 0:1. Tolima zajęła pierwsze miejsce i awansowała do finału, gdzie o tytuł mistrza Kolumbii turnieju Finalización 2003 zmierzyła się z  Deportivo Cali. W Ibagué wygrała Tolima 2:0, gdzie fantastyczny występ zaliczył Rogerio Pereira zdobywając obie bramki. W drugim meczu Tolima przegrała 1:3. W rzutach karnych Tolima wygrała 4:2, a jej bramkarz Diego Gomez obronił dwa karne Deportivo, podczas gdy gracze Tolimy nie strzelili tylko jednego karnego. Klub mógł wreszcie świętować swój pierwszy tytuł mistrza Kolumbii.

## Obecny skład
Stan na 20 czerwca 2021
| Nr | Poz. | Piłkarz               |
| -- | ---- | --------------------- |
| 1  | BR   | William Cuesta        |
| 2  | OB   | Anderson Angulo       |
| 3  | OB   | Julián Quiñones       |
| 4  | OB   | Léider Riascos        |
| 5  | PO   | Carlos Sierra         |
| 6  | PO   | Guillermo Celis       |
| 7  | PO   | Andrey Estupiñán      |
| 8  | PO   | Leandro Campaz        |
| 9  | NA   | Juan Fernando Caicedo |
| 10 | PO   | Daniel Cataño         |
| 11 | NA   | Anderson Plata        |
| 12 | BR   | Jefersson Martínez    |
| 13 | OB   | Nilson Castrillón     |
| 14 | PO   | Juan David Ríos       |
| 15 | PO   | Juan Pablo Nieto      |

| Nr | Poz. | Piłkarz                                           |
| -- | ---- | ------------------------------------------------- |
| 16 | OB   | Sergio Mosquera (kapitan)                         |
| 17 | NA   | Junior Hernández                                  |
| 18 | PO   | Kevin Pérez                                       |
| 20 | PO   | William Parra Sinisterra                          |
| 21 | NA   | José Guillermo Ortiz (wypożyczony z CS Herediano) |
| 22 | OB   | Leyvin Balanta                                    |
| 23 | OB   | John Narváez                                      |
| 24 | OB   | Jeison Angulo                                     |
| 26 | PO   | Cristian Trujillo                                 |
| 27 | NA   | Gustavo Ramírez                                   |
| 28 | NA   | Luis Fernando Miranda                             |
| 29 | NA   | Omar Albornoz                                     |
| 30 | PO   | Yohandry Orozco                                   |
| 31 | BR   | Álvaro Montero                                    |
| –  | PO   | Juan José Rubiano                                 |